# Elastizitätsmodul
Der Elastizitätsmodul, auch E-Modul, Zugmodul, Elastizitätskoeffizient, Dehnungsmodul oder Youngscher Modul, ist ein Materialkennwert aus der Werkstofftechnik. Vereinfacht gesagt gibt er an, wie stark sich ein Material bei einer bestimmten Kraft verformt. Stahl hat beispielsweise einen hohen Elastizitätsmodul, verformt sich bei Belastung nur wenig und ist somit steifer als ein vergleichbarer Gegenstand aus Gummi mit einem niedrigen Elastizitätsmodul.
Der Elastizitätsmodul beschreibt bei linear-elastischem Verhalten den proportionalen Zusammenhang zwischen Spannung und Dehnung bei der Verformung eines festen Körpers. Liegt eine uniaxiale Belastung vor, so ist der Elastizitätsmodul die Proportionalitätskonstante im Hookeschen Gesetz. Er besitzt somit fundamentale Bedeutung innerhalb der Elastizitätstheorie.
Die Größenart des Elastizitätsmoduls ist die mechanische Spannung. Als Formelzeichen ist {\displaystyle E} üblich.
Der Elastizitätsmodul wächst mit dem Widerstand, den ein Material seiner elastischen Verformung entgegensetzt.
Gemäß der Kontinuumsmechanik dient allgemein der Elastizitätstensor zur Beschreibung des elastischen Verformungsverhaltens von Festkörpern. Je nach dem Grad der Anisotropie können dessen Komponenten mittels 2 bis 21 unabhängiger Elastizitätskonstanten dargestellt werden.

## Definition

Schematisches Spannungs-Dehnungs-Diagramm (hier mit ausgeprägter Streckgrenze, typisch für Stahl). Der lineare Anstieg bei kleinen Dehnungswerten bildet die Hookesche Gerade mit der Steigung.

Der Elastizitätsmodul ist als Steigung des linear-elastischen Bereiches im Graphen des Spannungs-Dehnungs-Diagramms definiert, wie es sich z. B. bei uniaxialer Belastung im Zugversuch ergibt. Dieses Dehnungsintervall ist für viele metallische und polymere Materialien im Vergleich zur maximal möglichen Gesamtverformung (elastische Dehnung plus Bruchdehnung) klein und wird auch als Hookescher Bereich bezeichnet.
{\displaystyle E={\frac {\sigma }{\varepsilon }}={\text{const.}}}
Dabei bezeichnet {\displaystyle \sigma ={\frac {F}{A}}} die mechanische Spannung (Normalspannung, nicht Schubspannung), also das Verhältnis Kraft pro Fläche, und {\displaystyle \varepsilon ={\frac {\Delta {l}}{l_{0}}}} die Dehnung. Letztere ist das Verhältnis von Längenänderung {\displaystyle \Delta {l}=l-l_{0}} bezogen auf die ursprüngliche Länge {\displaystyle l_{0}}.
Die Einheit des Elastizitätsmoduls ist somit die einer mechanischen Spannung:
{\displaystyle \left[E\right]=1\,{\frac {\mathrm {N} }{\mathrm {mm} ^{2}}}=1\,\mathrm {MPa} }, in SI-Einheiten: {\displaystyle \left[E\right]=1\,{\frac {\mathrm {N} }{\mathrm {m} ^{2}}}=1\,\mathrm {Pa} }.
Der Elastizitätsmodul ist als mechanische Materialkonstante Bestandteil von Elastizitätsgesetzen. Er kann abhängig von weiteren physikalischen Größen wie der Temperatur, der Porosität oder der Dehnung sein.

### Herleitung aus der Federkonstanten
Bei linear-elastischem Verhalten ergibt sich die Federkonstante {\displaystyle D} eines geraden Stabes als Quotient von Normalkraft {\displaystyle F} und Längenänderung {\displaystyle \Delta {l}}. Eine Normierung beider Größen auf die (konstante) Querschnittsfläche {\displaystyle A} bzw. die Stablänge im unbelasteten Zustand ({\displaystyle l_{0}}) führt auf den E-Modul als geometrieunabhängigen Materialkennwert:
{\displaystyle D={\frac {F}{\Delta {l}}}\;\Rightarrow \;{\frac {F/A}{\Delta {l}/l_{0}}}={\frac {\sigma }{\varepsilon }}=E}.

### Typische Zahlenwerte
| Metallische Werkstoffe bei 20 °C | Metallische Werkstoffe bei 20 °C |                                                          | Nichtmetallische Werkstoffe bei 20 °C | Nichtmetallische Werkstoffe bei 20 °C |
| Material                         | E-Modul in GPa                   | Material                                                 | E-Modul in GPa                        |                                       |
| -------------------------------- | -------------------------------- | -------------------------------------------------------- | ------------------------------------- | ------------------------------------- |
| Baustahl                         | 210                              | PVC                                                      | 1,0 … 3,5                             |                                       |
| Edelstahl z. B. 1.4301           | 200                              | Glas                                                     | 40 … 90                               |                                       |
| Beryllium                        | 303                              | Beton                                                    | 20 … 40                               |                                       |
| Gusseisen                        | 90 … 145                         | Keramik                                                  | 160 … 440                             |                                       |
| Kupfer                           | 100 … 130                        | Holz (in Längsrichtung, also parallel zu den Holzfasern) | 10 … 20                               |                                       |
| Messing                          | 78 … 123                         | Polypropylen                                             | 1,3 … 1,8                             |                                       |
| Nickel                           | 195 … 205                        | Kautschuk                                                | bis 0,05                              |                                       |
| Aluminium                        | 70                               | Graphen                                                  | ca. 1000                              |                                       |
| Magnesium                        | 44                               | Diamant                                                  | ca. 1000                              |                                       |
| Blei                             | 19                               | Marmor                                                   | 72                                    |                                       |
| Gold                             | 78                               | Eis (−4 °C)                                              | 10                                    |                                       |
| Silizium (polykristallin)        | 160                              | Hartgummi                                                | 5                                     |                                       |
| Titan                            | 110                              | Klinker                                                  | 27                                    |                                       |
| Wolfram                          | 405                              |                                                          |                                       |                                       |
| Zink                             | 83                               |                                                          |                                       |                                       |

## Beziehungen elastischer Konstanten
Neben dem Elastizitätsmodul werden weitere elastische Materialkonstanten wie z. B. Schubmodul {\displaystyle G}, Poissonzahl {\displaystyle \nu } und Kompressionsmodul {\displaystyle K} definiert, zwischen denen abhängig vom Grad der Anisotropie elastische Beziehungen bestehen.
So gilt bspw. für ein linear-elastisches, isotropes Material
{\displaystyle E=2(1+\nu )\cdot G=3(1-2\nu )\cdot K={\frac {9KG}{3K+G}}}.
Da für nicht-auxetische, isotrope  Materialien die Poissonzahl nur Werte zwischen 0 (maximale Volumenänderung) und 0,5 (Volumenkonstanz) annehmen kann, liegt das Niveau des Schubmoduls dieser Festkörper zwischen 33 und 50 Prozent des E-Modul-Wertes.
Sehr weiche Materialien wie Gele oder Polymer-Schmelzen können sich unter ihrem Eigengewicht verformen und daher nur schwer einer uniaxialen Zug- oder Druckbelastung ausgesetzt werden. Aus diesem Grund wird hier – meist im Rahmen einer dynamisch-mechanischen Analyse –  experimentell der Schubmodul bestimmt.

## Bezug zu anderen Eigenschaften metallischer Werkstoffe
Der E-Modul hat keinen strengen Bezug zur Härte sowie zu den Festigkeitskennwerten Streckgrenze {\displaystyle R_{e}} und Zugfestigkeit {\displaystyle R_{m}}  metallischer Werkstoffe (z. B. einfacher Baustahl und hochfester  Sonderstahl).
Der E-Modul eines Metalls steigt mit seiner Schmelztemperatur. Zudem besitzen kubisch raumzentrierte Metalle bei vergleichbarer Schmelztemperatur einen höheren E-Modul als kubisch flächenzentrierte. Der Zusammenhang auf atomarer Ebene ergibt sich aus der Bindungsstärke der Atome im Kristallgitter.

## Spannungen und Dehnungen in statisch (un)bestimmten Systemen
In statisch bestimmten Systemen ergeben sich die mechanischen Spannungen im linear-elastischen Bereich aus der Last (einwirkende Kräfte) und der Geometrie, während die Dehnungen vom E-Modul der Werkstoffe abhängen. Verformt sich das Material plastisch, so werden Spannungen dadurch begrenzt.
In Fällen statischer Unbestimmtheit (z. B. Durchlaufträger, behinderte Wärmedehnung, Schiffsrumpf im Wellengang oder im Tidenhub) sind die wirkenden Kräfte und induzierten Spannungen abhängig von der Steifigkeit des statischen Systems. In solchen Fällen können Bauteile aus nachgiebigeren Werkstoffen mit niedrigerem Elastizitätsmodul bewirken, dass Spannungen geringer ausfallen. Die Bauteile passen sich flexibler den Gegebenheiten an. Steifere Werkstoffe hingegen widersetzen sich in höherem Maße der elastischen Verformung, wodurch sich größere Spannungen aufbauen.

## E-Modul versus Steifigkeit
Der Begriff Steifigkeit im Sinne der Technischen Mechanik beschreibt allgemein den Widerstand von Körpern oder Baugruppen gegen elastische Verformung durch mechanische Kräfte oder Momente. Ihr Wert ergibt sich somit nicht allein aus den elastischen Eigenschaften der verwendeten Materialien, sondern wird ebenfalls durch die jeweilige Körpergeometrie bzw. Konstruktion (z. B. Maschinensteifigkeit) bestimmt. Im Falle des Zugversuches ist die Zug- bzw. Dehnsteifigkeit der Probe das Produkt aus deren (effektiven) E-Modul {\displaystyle E} sowie der kleinsten orthogonal belasteten Querschnittsfläche {\displaystyle A}:
{\displaystyle S_{\mathrm {t} }=E\cdot A}.
Die physikalische Einheit entspricht hierbei der einer Kraft.
Der Begriff Steifigkeit im Sinne einer Werkstoffeigenschaft bezieht sich auf das Deformationsverhalten des Werkstoffes im elastischen Bereich. Hier entfällt die Geometrieabhängigkeit, weshalb allein die elastischen Materialkennwerte, z. B. E-Modul und Schubmodul zur Charakterisierung herangezogen werden.

## Das Hookesche Gesetz in skalarer und allgemeiner Form
Die Beziehung  {\displaystyle \sigma =E\cdot \varepsilon }  in skalarer Schreibweise gilt nur für querdehnungsfreie Materialien oder für den einachsigen Spannungszustand (z. B. einachsiger Zug). Im mehrachsigen Spannungszustand muss das Hookesche Gesetz abhängig vom Grad der elastischen Anisotropie in seiner allgemeinen Form angewendet werden. So gilt beispielsweise für die laterale Verformung dünner isotroper Platten (ebener Spannungszustand)
{\displaystyle \left({\begin{array}{c}\sigma _{xx}\\\sigma _{yy}\\\sigma _{xy}\end{array}}\right)={\frac {E}{1-\nu ^{2}}}\left({\begin{array}{ccc}1&\nu &0\\\nu &1&0\\0&0&{\frac {1-\nu }{2}}\end{array}}\right)\left({\begin{array}{c}\varepsilon _{xx}\\\varepsilon _{yy}\\2\varepsilon _{xy}\end{array}}\right)},
wobei {\displaystyle \nu } die Poissonzahl bezeichnet. Die Dehnung in Dickenrichtung ergibt sich zu
{\displaystyle \varepsilon _{zz}=-{\frac {\nu }{E}}(\sigma _{xx}+\sigma _{yy})}.

## Bauteilversteifung durch biaxiale Spannungszustände
Beim Übergang vom einachsigen (uniaxialen) in den zweiachsigen (biaxialen) Spannungszustand können für Bauteile und Schichten aus homogenem, isotropem Material zwei einfache Sonderfälle unterschieden werden. Dabei wird aufgrund der Beeinflussung der Querkontraktion für nicht-auxetische Materialien mit einer Poissonzahl echt größer Null stets ein höherer Modul in der Belastungsrichtung gemessen.
Infolge einer verhinderten Querkontraktion (εyy = 0) ergibt sich dieser zu
{\displaystyle E_{x}^{*}={\frac {E}{1-\nu ^{2}}}} .
Liegt in Quer- bzw. y-Richtung zusätzlich eine Belastung in der Höhe σyy = σxx vor, so ist der „biaxiale E-Modul“
{\displaystyle E_{x}^{**}={\frac {E}{1-\nu }}} .
Letzterer hat z. B. Bedeutung für die laterale Steifigkeit haftender Schichten, etwa bei Unterschieden im thermischen Ausdehnungsverhalten zwischen Schicht und Substrat. Der Erstgenannte kommt in dickwandigen Bauteilen oder sehr breiten Balken zum Tragen. Die beiden abgeleiteten Größen sind jedoch keine Werkstoffkonstanten im ursprünglichen Sinn.

## Umrechnung zwischen den elastischen Konstanten isotroper Festkörper
| Der Modul…                                                                 | …ergibt sich aus:                         | …ergibt sich aus:                                      | …ergibt sich aus:                                  | …ergibt sich aus:                                 | …ergibt sich aus:                                                                                          | …ergibt sich aus:                                  | …ergibt sich aus:                                       | …ergibt sich aus:                                         | …ergibt sich aus:                                          | …ergibt sich aus:                                 | …ergibt sich aus:                                  |
| Der Modul…                                                                 | {\displaystyle (K,\,E)}                   | {\displaystyle (K,\,\lambda )}                         | {\displaystyle (K,\,G)}                            | {\displaystyle (K,\,\nu )}                        | {\displaystyle (E,\,\lambda )}                                                                             | {\displaystyle (E,\,G)}                            | {\displaystyle (E,\,\nu )}                              | {\displaystyle (\lambda ,\,G)}                            | {\displaystyle (\lambda ,\,\nu )}                          | {\displaystyle (G,\,\nu )}                        | {\displaystyle (G,\,M)}                            |
| -------------------------------------------------------------------------- | ----------------------------------------- | ------------------------------------------------------ | -------------------------------------------------- | ------------------------------------------------- | --- | -------------------------------------------------- | ------------------------------------------------------- | --------------------------------------------------------- | ---------------------------------------------------------- | ------------------------------------------------- | -------------------------------------------------- |
| Kompressionsmodul {\displaystyle K\,}                                      | {\displaystyle K}                         | {\displaystyle K}                                      | {\displaystyle K}                                  | {\displaystyle K}                                 | {\displaystyle (E+3\lambda )/6+}{\displaystyle {\tfrac {\sqrt {(E+3\lambda )^{2}-4\lambda E}}{6}}}         | {\displaystyle {\tfrac {EG}{3(3G-E)}}}             | {\displaystyle {\tfrac {E}{3(1-2\nu )}}}                | {\displaystyle \lambda +}{\displaystyle {\tfrac {2G}{3}}} | {\displaystyle {\tfrac {\lambda (1+\nu )}{3\nu }}}         | {\displaystyle {\tfrac {2G(1+\nu )}{3(1-2\nu )}}} | {\displaystyle M-}{\displaystyle {\tfrac {4G}{3}}} |
| Elastizitätsmodul {\displaystyle E\,}                                      | {\displaystyle E}                         | {\displaystyle {\tfrac {9K(K-\lambda )}{3K-\lambda }}} | {\displaystyle {\tfrac {9KG}{3K+G}}}               | {\displaystyle 3K(1-2\nu )\,}                     | {\displaystyle E}                                                                                          | {\displaystyle E}                                  | {\displaystyle E}                                       | {\displaystyle {\tfrac {G(3\lambda +2G)}{\lambda +G}}}    | {\displaystyle {\tfrac {\lambda (1+\nu )(1-2\nu )}{\nu }}} | {\displaystyle 2G(1+\nu )\,}                      | {\displaystyle {\tfrac {G(3M-4G)}{M-G}}}           |
| 1. Lamé-Konstante {\displaystyle \lambda \,}                               | {\displaystyle {\tfrac {3K(3K-E)}{9K-E}}} | {\displaystyle \lambda }                               | {\displaystyle K-}{\displaystyle {\tfrac {2G}{3}}} | {\displaystyle {\tfrac {3K\nu }{1+\nu }}}         | {\displaystyle \lambda }                                                                                   | {\displaystyle {\tfrac {G(E-2G)}{3G-E}}}           | {\displaystyle {\tfrac {E\nu }{(1+\nu )(1-2\nu )}}}     | {\displaystyle \lambda }                                  | {\displaystyle \lambda }                                   | {\displaystyle {\tfrac {2G\nu }{1-2\nu }}}        | {\displaystyle M-2G\,}                             |
| Schubmodul {\displaystyle G} bzw. {\displaystyle \mu } (2. Lamé-Konstante) | {\displaystyle {\tfrac {3KE}{9K-E}}}      | {\displaystyle {\tfrac {3(K-\lambda )}{2}}}            | {\displaystyle G}                                  | {\displaystyle {\tfrac {3K(1-2\nu )}{2(1+\nu )}}} | {\displaystyle (E-3\lambda )+}{\displaystyle {\tfrac {\sqrt {(E-3\lambda )^{2}+8\lambda E}}{4}}}           | {\displaystyle G}                                  | {\displaystyle {\tfrac {E}{2(1+\nu )}}}                 | {\displaystyle G}                                         | {\displaystyle {\tfrac {\lambda (1-2\nu )}{2\nu }}}        | {\displaystyle G}                                 | {\displaystyle G}                                  |
| Poissonzahl {\displaystyle \nu \,}                                         | {\displaystyle {\tfrac {3K-E}{6K}}}       | {\displaystyle {\tfrac {\lambda }{3K-\lambda }}}       | {\displaystyle {\tfrac {3K-2G}{2(3K+G)}}}          | {\displaystyle \nu }                              | {\displaystyle -(E+\lambda )+}{\displaystyle {\tfrac {\sqrt {(E+\lambda )^{2}+8\lambda ^{2}}}{4\lambda }}} | {\displaystyle {\tfrac {E}{2G}}}{\displaystyle -1} | {\displaystyle \nu }                                    | {\displaystyle {\tfrac {\lambda }{2(\lambda +G)}}}        | {\displaystyle \nu }                                       | {\displaystyle \nu }                              | {\displaystyle {\tfrac {M-2G}{2M-2G}}}             |
| Longitudinalmodul {\displaystyle M\,}                                      | {\displaystyle {\tfrac {3K(3K+E)}{9K-E}}} | {\displaystyle 3K-2\lambda \,}                         | {\displaystyle K+}{\displaystyle {\tfrac {4G}{3}}} | {\displaystyle {\tfrac {3K(1-\nu )}{1+\nu }}}     | {\displaystyle {\tfrac {E-\lambda +{\sqrt {E^{2}+9\lambda ^{2}+2E\lambda }}}{2}}}                          | {\displaystyle {\tfrac {G(4G-E)}{3G-E}}}           | {\displaystyle {\tfrac {E(1-\nu )}{(1+\nu )(1-2\nu )}}} | {\displaystyle \lambda +2G\,}                             | {\displaystyle {\tfrac {\lambda (1-\nu )}{\nu }}}          | {\displaystyle {\tfrac {2G(1-\nu )}{1-2\nu }}}    | {\displaystyle M}                                  |